# Život sa stricem
Pour plus de détails, voir Fiche technique et Distribution.
Zivot sa stricem est un film yougoslave réalisé par Krsto Papić, sorti en 1988.

## Fiche technique
- Titre original : Zivot sa stricem
- Réalisation : Krsto Papić
- Scénario : Krsto Papić, Mate Matisic, Ivan Aralica
- Histoire : Ivan Aralica, d'après sa nouvelle Okvir za mrznju
- Directeur artistique : Mario Ivezic
- Chef décorateur : Tihomir Piletic
- Costumes : Jasna Novak
- Maquillage : Snjezana Tomljenovic (makeup artist)
- Photographie : Boris Turkovic
- Montage : Robert Lisjak
- Musique : Branislav Zivkovic[1]
- Producteur exécutive : Branko Baletic, Tomislav Milanovic, Ben Stassen
- Société(s) de production : CFS Avala Film, Kinematografi, Stassen Productions, Urania Film
- Société(s) de distribution : (États-Unis) International Film Exchange
- Pays d'origine :  Yougoslavie
- Année : 1988
- Langue originale : serbo-croate
- Format : couleur – 35 mm – mono
- Genre : Film dramatique
- Durée : 116 minutes
- Date de sortie : 
  - États-Unis : février 1990 (Miami International Film Festival)

## Distribution
- Davor Janjić : Martin Kujundzic
- Alma Prica : Marta
- Miodrag Krivokapić : Stjepan Kujundzic, stric
- Branislav Lečić : Vinko Maglica
- Anica Dobra : Korina
- Ivo Gregurević : Drug Radojica
- Filip Šovagović : Ivan Babarovic 'Baba'
- Nenad Srdelic : Klepo
- Ilija Zovko : Direktor skole
- Ivan Bibalo : Barba Bepo

## Distinctions

### Nominations
- Golden Globes 1990 : Meilleur film en langue étrangère
- Festival international du film de Chicago 1988 : Gold Hugo du meilleur film

### Récompenses
- Festival des films du monde de Montréal 1988 :
  - Meilleur acteur : Davor Janjic
  - Prix FIPRESCI : Krsto Papić